# Zabukovje nad Sevnico
Zabukovje nad Sevnico este o localitate din comuna Sevnica, Slovenia, cu o populație de 179 de locuitori.